# 알프레드 피처드 슬로언
알프레드 피처드 슬론 주니어(Alfred Pritchard Sloan Jr., /sloʊn/, 1875년 5월 23일 –  1966년 2월 17일)은 미국의 지대한 자동차 산업 기업 간부였다. 그는 오랫동안 제너럴 모터스의 사장, 회장, CEO를 역임했다. 처음에는 고위 간부로, 나중에는 조직의 수장을 역임한 슬로안은 연간 모델 변경, 브랜드 건축, 산업 엔지니어링, 자동차 디자인, 계획적 구식화 등의 개념이 있던 1920년대부터 1950년대까지 GM의 성장을 도왔다. 노후화 전략은 산업을 변화시켰고, 산업이 미국과 전 세계의 라이프스타일 등을 변화시켰다.
특히 그는 당사 창업주가 토대를 세운 배지 엔지니어링 시스템을 이전보다 더욱 획기적으로 발달시켰다.

슬로언은 1950년대에 회고록 My Years with General Motors(제너럴 모터스에서의 내 임기)를 썼다. 또 다른 자동차 기업"수장"인 Henry Ford 와 마찬가지로, 슬로안은 오늘날 자신의 업적에 대한 감탄, 그의 자선 활동에 대한 감사, 전간기, 그리고 제2차 세계 대전 동안의 태도에 대한 불안이나 비난이 복잡하게 뒤섞인 기억으로 기억되고 있다. 또한 그의 재임 과정에서 라살, 셰리단, 마르퀘테 등 비정상적인 브랜드 생성 및 폐지를 반복하여 이로 인해 호불호가 많이 갈린다.
따라서 지엠 내부 및 그를 옹호하는 쪽은 나름 미국 자동차 산업을 발달시킨 선구자 중 하나로 표현하지만 그를 싫어하는, 특히 계획적 구식화를 혐오하는 이들은 이를 가지고 엄청나게 비판하기도 한다.

## 같이 보기
- 윌리엄 듀란트
- 토머스 미즐리
- 로저 스미스(임원)
- 계획적 구식화

1. ↑  “Alfred P. Sloan Jr. Dead at 90; G.M. Leader and Philanthropist; Alfred P. Sloan Jr., Leader of General Motors, Is Dead at 90”. 《The New York Times》. 1966년 2월 18일.
2. ↑  Sloan 1964.
3. ↑  McDonald & Seligman 2003.
4. ↑  Dobbs, Michael (1998년 11월 30일). “Ford and GM Scrutinized for Alleged Nazi Collaboration”. 《The Washington Post》. 2009년 6월 1일에 확인함.